# Gà lôi Berli
Gà lôi Berli hay gà lôi trắng Berliozi (Danh pháp khoa học: Lophura nycthemera berliozi). là một phân loài của loài gà lôi trắng. Chúng là loài đặc hữu của vùng Đông Dương. Phân loài này có mặt ở Việt Nam. 

## Phân bố
Trên thế giới chúng có mặt tại Lào (sườn tây dãy Trường Sơn ngang với 3 tỉnh kể trên của Việt Nam). Vùng phân bố hẹp. Trong thời gian chiến tranh Đông Dương đây là nơi rừng tự nhiên bị ảnh hưởng của chất độc hoá học và bom đạn nhiều nhất. Vì vậy mà nơi ở tự nhiên của chúng đã bị mất hầu hết.
Phân bố ở Việt Nam tại Trung Trung Bộ (Quảng Trị, Quảng Bình và Thừa Thiên Huế). Một số quần thể còn lại tiếp tục bị săn bắn như ở vùng A Lưới. Trước đây đã thu được mẫu vật ở độ cao khoảng 600 – 1500m, vào năm 1988 đã quan sát thấy chúng ở rừng A Lưới cùng độ cao trên. 

## Đặc điểm
Chim đực trưởng thành giống gà lôi này là dạng trung gian giữa phân loài Lophura nycthemera beaulieui và Lophura nycthemera beli. Chim cái trưởng thành giống chim cái của phân loài beli. Chim đực 1 năm tuổi, chim non và trứng giống của phân loài Lophura nycthemera nycthemera nhưng màu tối hơn. Tương tự như gà lôi Beli nhưng khô hơn và có thể là nơi trống trải hơn.
Chân chắc, đầu không lớn, mỏ ngắn, khoẻ và hơi cong. Cổ ngắn nhắm thích nghi với điểu kiện kiếm ăn trên mặt đất và các bụi thấp. Cánh ngắn và rộng giúp cho chúng bốc nhanh lên khỏi mặt đất để tránh khỏi sự săn đuổi của kẻ thù tự nhiên. Bộ lông dày, cứng, thân lông phụ thường khá phát triển.

## Tập tính
Chúng thường sống trên mặt đất. Sống ở nhiều các sinh cảnh khác nhau như rừng rậm, savan, thung lũng. Chim đực không những lớn hơn chim cái mà còn có bộ lông hết sức sặc sỡ nhằm thu hút bạn tình. Hầu hết các loài thuộc họ này làm tổ trên mặt đất. Tổ rất đơn giản thường là một đám lá khô hay hõm đất nông. Thức ăn chính của chúng là các loài hạt, quả, củ và côn trùng trên mặt đất. Chim non mới nở thường ăn động vật khi lớn thay thế bằng thực vật.